# Claude Hardy
Claude Hardy   (Le Mans, c. 1598 - París, 5 d'abril de 1678) va ser un advocat, filòleg i matemàtic francès.

## Vida i obra
Molt poques dades es tenen amb certesa de la seva vida, fins i tot la seva data de naixement es qüestionada, ja que alguns autor sla posen el 1604 o el 1605. Si se sap que va ser un nen prodigi en el coneixement d'idiomes i que, ja als nou anys, havia traduït una obra d'Erasme del seu llatí original al francès. També se sap que a partir de 1625 va exercir d'advocat a París. A partir de la mort de Descartes, el 1650, desapareix tota informació sobe ell.
El 1625 va publicar una traducció de Dades d'Euclides, amb el comentari introductori de Marí de Neàpolis, que va tenir una notable repercussió.
Gràcies als seus vincles amb Claude Mydorge va entrar en contacte amb Descartes amb qui va estar sempre molt lligat, i a qui va proposar la publicació d'un diccionari multi-llenguatges.